# Windows Server 2012
Microsoft Windows server 2012, naslednik Windows Servera 2008 (енгл. Windows Server 2008) je šesta verzija Windows Servera (енгл. Windows Server). Ova verzija je nastala na platformi Windows Server 2008. i 2008 R2. Developer i neke od nedovršenih verzija (Beta verzija) bile su dostupne tokom razvoja. A kompletna verzija je generalno dostupna korisnicma od 4. septembra 2012 godine.
Za razliku od svog prethodnika, Windows Server 2012 nema podršku Itanijum računarima, i ima četiri izdanja. Razne karakteristike su dodate ili poboljšane u odnosu na prethodnu verziju (uglavnom je akcenat na računarstvu u oblaku (енгл. Cloud computing), ažurirana je i verzija Hyper-V, kao i kontrola IP adresa, nova verzija Windows menadžera zadataka (енгл. Windows Task Menager), a i dodat je novi sistem datoteka. Windows server (енгл. Windows Server) dobija generalno dobre ocene uprkos tome što je jedan deo platforme METRO stil kao kod Windows 8 (енгл. Windows 8).
Windows Server 2012 (енгл. Windows Server 2012) pod nazivom R2 je pušten uz Windows 8.1 u oktobru 2013. Servisni paket formalno označen sa Windows Server 2012 R2 (енгл. Windows Server 2012 R2). Nadogradnja objavljena je u aprilu 2014
Microsoft Windows Server 2012, pod kodnim imenom "Windows 8", je šesto izdanje Windows server porodice operativnih sistema razvijen istovremeno sa operativnim sistemom Windows 8. Kompanija je objavila, 17. aprila 2012, da će konačan naziv biti Windows Server 2012.
Majkrosoft (енгл. Microsoft) je predstavio i njegovu developer verziju na konferenciji BUILD 9. Septembra 2011. Međutim za razliku od Windows 8 (енгл. Windows 8), Developer verzija Windows Server 2012 je stavljen na raspolaganje samo MSDN preplatnicima. To uključuje grafički korisnički interfejs (GUI) na osnovu METRO dizajnerskog jezika i novog server Menadžera, grafičke aplikacije koje se koriste za upravljanje Serverom. 16. februara 2012. godine, Majkrosoft je objavio ispravku Developer verzije završenu uz pomeranje predviđenog roka sa 8 aprila 2012. na 15. januar 2013. godine.
Pre konačne verzije Windows Server 2012 (енгл. Windows Server 2012) dve test verzije su bile dostupne.
Objavljivanje BETA verzije Windows Server 2012 (енгл. Windows Server 2012) pratilo je objavljivanje Windows 8 (енгл. Windows 8) korisničke verzije 29 februara 2012. godine. Komercijalna verzija Windows Server 2012 (енгл. Windows Server 2012) objavljena je kada i komercijalna verzija Windows 8 (енгл. Windows 8), 31. maja 2012. godine.
Proizvod je izašao iz proizvodnje 1.Avgusta 2012. godine i postao generalno dostupan 4. septembra, 2012. Međutim nisu sva izdanja Windows Servera 2012 (енгл. Windows Server 2012) puštena u isto vreme. Windows Server 2012 Essentials je pušten u prodaju 9. oktobra, 2012. i generalno dostupan od 1. novembra 2012. godine Od 23. septembra 2012. godine, svi studenti upisani na DREAMSPARK program mogu preuzeti Windows Server standardnu 2012 (енгл. Windows Server Standard 2012) verziju bez naknade.

## Karakteristike

### Opcije za instalaciju
Za razliku od prethodnika, Windows Server 2012 može raditi u dva režima "Server Core" и "Server sa GUI" bez kompletne reinstalacije sistema. Server Core – opcija samo sa komadnom linijom je preporučena opcija. Postoji treća opcija instalacije koja uključuje neke GUI elemente kao što su MMC (енгл. Microsoft Management Console} i Server Menadžer za pokretanje, ali bez stanadardnog desktop okruženja i standardnog programa kao što je Fajl ispitivač (енгл. Console File Explorer).

### Korisnički interfejs
Server Menadžer je redizajniran sa naglaskom na olakšavanje upravljanja sa više Servera. Operativni sistemi kao što je Windows 8, koristi korisnički interfejs Metro na kome je i ovaj server zasnovan osim kada je instaliran u “Server Core” režimu Microsoft Windows prodavnica je dostupna u ovoj verziji Windows 8, ali ne instalira se podrazumevano. Windows 8 PowerShell u ovoj verziji ima preko 2300 komandi, u poređenju sa oko 200 u operativnom sistemu Windows Server 2008 R2.

### Task Menadžer
Windows Server 2012 (енгл. Windows Server 2012) nosi sa sobom i novu verziju Menadžera Zadataka (енгл. Task Manager) zajedno sa starom. U novoj verziji jezičci su skriveni podrazumevano se prikazuju samo aplikacije. U novom tabu se prikazuju procesi. Procesi se prikazuju u svetlijim i tamnijim nijansama žute boje, tamnija boja znači veći stepen korišćenja resursa. Prikazuju se imena aplikacija kao i njihov status, kao i korišćenje procesora operativne memorije i čvrstog diska kao i korišćenje mreže. Informacije o procesima koje smo nalazili u starom zadatak menadžeru, sada su u posebnoj kartici. U toj kartici se grafički prikazuju preformanse procesora operativne memorije Wi-Fi i Eternet mreže. Kartica procesora više ne prikazuje pojedinačne grafikone za svaki logičan proces u sistemu podrazumevano; umesto toga ona može prikazati podatke za svaku od memorija NUMA čvora. Prilikom prikazivanja podataka za svaki logičan procesor za mašine sa više od 64 logička procesora, kartica procesor sada prikazuje jednostavne procente iskorišćenja i zagrevanja procesora boja koja se koristi za ove male toplote je plava, sa tamnijim nijansama ponovo ukazuje na veći stepen korišćenja. Prelaženje kursora preko bilo kog logičkog procesora sada prikazuje NUMA čvor tog procesora i njegov ID ako postoji. Osim toga u novoj kartici za pokretanje dodata je opcija za pokretanje aplikacija. Međutim ova kartica ne postoji u Windows Serveru 2012. Novi task menadžer je prepoznaje tek kada Windows prodavnica ima „suspendovan“ status.

### Upravljanje IP adrasama (IPAM)
Windows Server 2012 ima IP (Internet protokol) adresni menadžer za otkrivanje, praćenje i upravljane IP adresnim prostorom na korisničkoj mreži. Koristi se za praćenje i kontrolu sistema imena domena DNS(енгл. Domain name system) i DHCP (енгл. Dynamic Host Configuration Protocol). Potpuno podržava obe verzije IP adresiranja i IPv4 (Internet protokol verzije 4) i IPv6 (Internet protokol verzije 6).

### Aktivni direktorijumi
Aktivni direktorijumi Windows Server 2012 ima mnogo promena u delu rada sa aktivnim Direktorijumima u odnosu na prethodnika. Čarobnjak za instalaciju aktivnog korisnika zamenjen je odeljkom u task menadžeru. U okviru domena sada mogu biti postavljene višestruke šifre. Sada je i sam operativni mnogo povoljniji u pogledu hardverske virtuelizacije tako da neki domeni mogu bezbedno da se umnožavaju. Nadogradnja domena na funkcionalnom nivou za Windows Server 2012 je pojednostavljena; može se u potpunosti obavljati iz task menadžera. Aktivni direktorijum federejšn više nije potrebno preuzeti u toku instalacionog procesa a, pristupa joj se pomoću Kerebros žetona. PowerSchell komande koje se koriste u aktivnim direktorijumima možete videti u “PowerSchell History View“.

### 
2012, zajedno sa Windows 8, uključuje novu verziju , kao što je prikazano na је приказано na Microsoft Build događaju. Mnoge nove mogućosti su dodate u Hyper-V, uključujuči i mrežnu virtuelizaciju, bazeni skladištenja resursa, CROSS – dozvola povezivanja, bekap na oblaku. Osim toga mnogi od prošlih ograničenja potrošnje resursa su se podigli . Svaka virtuelna mašina u ovoj verziji Hyper – V može pristupiti do 64 virtuelna procesora, do 1 terabajt memorije i do 64 terabajta virtuelnog prostora na disku po virtuelnom hard disku (koristeći nov .vhdk format). Do 1024 virtuelne mašine mogu biti aktivne po domaćinu (host), i do 8000 može da bude aktivnih po klasteru. Slat je neophodna procesorska funkcija za Hyper V na Windows 8, a za Windows server 2012 je samo potrebna za dopunsku ulogu RemoteFKS

### REFS
Elastični fajl sistem (Refs), kodnog imena "Protogon", је novi sistemska datoteka u Windows server 2012, prvobitno namenjen fajl server koji poboljšava NTFS u nekim aspektima.
Glavne nove karakteristike su:

#### Poboljšana pouzdanost za objekte nahard-disku
Refs koristi b+ stabla za sve na strukturnom disku, uključujuči i meta fajlove podataka. Meta podaci i fajl podaci su organizovani u tabelama sličnim nekoj relacionoj bazi podataka. Veličina datoteke broj datoteka u folderu, ukupna zapremina veličina i proja foldera limitirane na 64-bitne brojeve,kao rezultat refs podržava maksimalnu veličinu od 16 eksabajta, maksimalno 18,4 × 1018 folderima i maksimalnu veličinu Сектора 1 jotobajt (sa 64 kb klastera) koji omogućava veliku prilagodljivost bez praktičnih ograničenja na veličine foldera i datoteka (hardver ograničenja idalje važe). Slobodan prostor se računa od strane hijearhijskog dodelivača koji uključuje tri odvojenje tabele za velike srednje i male komade. Imena datoteka i putanje fajlova su ograničene na 32 КB unikodnog tekstualnog niza.

#### Built in tehnika
ReFS koristi strategiju za ažurirajnje “on write”zа metapodatke,koji izdvaja nove delove za svaku transakciju i ažuriranje i koristi velike IO serije. Svaki Refs ima ugrađen 64-sum deo koji se čuvaju nezavisno. Podaci datoteka mogu imati dodatni čeksum u posebnom "integritet toku", u kom slučaju strategija ažuriranja fajla sprovodi – na „Write”; kontorolisana je od strane novog integritet atributa "integiritet atribut se primenjuje i na fajlove i na direktorijume. Ako ipak fajl podatak ili meta podatak postane korumpiran, fajl moze biti obrisan bez stavljanja kompletne particije van mreže. Rezultat ove tehnike je da, administratori ne treba periodično da pokreću neke od alata za proveru greške kao što su CHKDSK kada koriste ReFS.

#### Kompatibilnost sa postojećim(Application programming interface)tehnologijama
ReFS ne zahtevaju nove sistemske API i većina će nastaviti da radi sa takvim Refs particijama. ReFS podržava mnoge postojeće Microsoft Windows (енгл. Windows 8) i NTFS funkcije kao što su BitLoker šifrovanje, Access control list, UCN Žurnaling simboličke veze, rezvodne tačke, mount poena, riper poena, snapšot particija IDS, i oplok. ReFs se neprimetno integriše sa magacinom, virtoalizovanim slojem za skladištenje podataka koji omogućava preslikavanje, као i deljenje prostora za skladištenje između mašina ReFS ima poboljšanu funkciju slike prostora u memoriji i lako može da otkrije da li negde u memoriji potrebno zameniti neki fajl svojom boljom kopijom sto ako je potrebno i radi.
Neke NTFS funkcije nisu podržane u ReFs, uključujući imenovanje protoka ID objekata, kratka imena, kompresija fajlova, nivo File Enkripcije (EFS), transakcije podataka korisnika, čvrstim vezama, proširenim atributima, i kvota diskova. ReFS sam po sebi ne nudi de-duplikaciju podataka. dinamičkih diskova sa ogledalima ili Striped diskovi zamenjeni diskovima sa ogledalima zavisno od skladišnog prostora. Međutim na Windows Server 2012, automatska korekcija grešaka је podržana samo sa ogledalima, a i but sekcija za ovaj fajl sistem jos uvek ne postoji.

### IIS 8.0
Windows Server 2012 sadrži verziju 8.0 Internet informacionog servisa (IIS)Nova verzija sadrži nove karakteristike kao što su procesorsko korišćenje kod određenih sajtova, [46centralizovano upravljanje SSL sertifikara VebSoket podršku i poboljšanu podršku za NUMA i još nekoliko drugih suštinskih promena

### Skalabilnost
Microsoft Windows (енгл. } 2012 podržava sledeće maksimalne hardverske specifikacije Windows Server 2012 (енгл. Windows Server 2012) je dosta poboljšao preformanse u odnosu na svog prethodnika. Windows Server 2008 R2.

## Literatura
- Stanek, William (2013). Windows Server 2012 Inside Out. Microsoft Press. ISBN 978-0-7356-6631-3.
- Stanek, William (2014). Windows Server 2012 R2 Inside Out Volume 1: Configuration, Storage, & Essentials. Microsoft Press. ISBN 978-0-7356-8267-2.
- Stanek, William (2014). Windows Server 2012 R2 Inside Out Volume 2: Services, Security, & Infrastructure. Microsoft Press. ISBN 978-0-7356-8255-9.

## Spoljašnje veze
- Званични веб-сајт
- Windows Server 2012 R2 and Windows Server 2012 on TechNet
- Windows Server 2012 R2 on MSDN
- Windows Server 2012 on MSDN
- Tutorials and Lab Manual Articles of Windows Server 2012 R2 Архивирано на веб-сајту  (3. јул 2019)